# Minamikyūshū
Minamikyūshū (南九州市?) è una città giapponese della prefettura di Kagoshima.
Formatasi il 1º dicembre 2007 dall'unione di tre comuni: Chiran, Ei e Kawanabe.